# Potterville
Potterville – miasto w Stanach Zjednoczonych, w stanie Michigan, w hrabstwie Eaton.